# Karen McDougal
Karen McDougal (Merrillville, Indiana; 23 de marzo de 1971) es una modelo y actriz estadounidense, conocida por sus apariciones en la revista Playboy de noviembre de 1997 y por haber sido elegida playmate del año 1998. En el 2001 fue elegida como "la segunda playmate más sexy de los 90".

## Biografía
Nació el 23 de marzo de 1971 en Merrillville, Indiana, Estados Unidos. 
A los 9 años se trasladó a Shorewood-Tower Hills-Harbert, Míchigan, junto con su madre, 3 hermanos mayores — Bob, Dave y Jeff — y su hermana menor, Tina.
De niña fue una apasionada del ballet y la danza, aparte de formar parte un grupo de scout. Mientras estudiaba en River Valley High School,fue elegida como animadora y la apodaron "Barbie". Durante toda la escuela secundaria formó parte de una banda de música. 
Al graduarse en 1989, asistió a la Universidad Estatal de Ferris, con especialización en Educación Primaria. Después de 2 años en la universidad, comenzó a trabajar como profesora de preescolar en los suburbios de Detroit. 
Si bien le gustaba la enseñanza, un amigo suyo, convencido de que su belleza la podía llevar muy lejos, la indujo a competir en un concurso para ser la Venus Internacional en traje de baño. Karen fue seleccionada como ganadora de este concurso, lo que le dio la oportunidad de trabajar como modelo.
Con una nueva voluntad de actuar y seguir una carrera de modelo, McDougal cruzó Estados Unidos para ir a California, a una prueba de rodaje para Hugh Hefner. 
Es una gran amante de los animales. Posee dos gatos — Brittany y Brandy — y tiene un tatuaje de un gato en el segundo dedo del pie derecho.
Desde sus apariciones en Playboy a participado en una amplia variedad de presentaciones de los principales medios de comunicación, como modelo de revistas, anuncios de televisión y actuaciones en papeles menores. Ha sido una modelo con mucho éxito en el fitness, siendo la primera mujer en aparecer en la portada de la revista Men's Fitness. Además, está considerada como una de las grandes bellezas que han salido de la revista de Playboy.
En 2007 los paparazzi la vincularon con el actor Bruce Willis.

## Etapa en Playboy
Karen fue nombrada Playmate Miss diciembre en 1997, y en 1998 Playmate del año de la revista Playboy. 
También se hizo popular con vídeos y fotos eróticas, donde además de mostrar sus atributos dejaba una alta carga de sensualidad natural.
Playboy ha seguido publicando su material en Playboy Cyber Club, Special Edition Playboy, y las publicaciones de Playboy. En noviembre de 2006, fue parte de un trío de Playmates (junto con Tina Marie Jordan y Katie Lohmann), que apareció en el "Celebrity Playmate Regalo Guía" (Splat pictórico de la revista), una revista de los entusiastas del paintball. La muestra pictórica era de pintura y nuevos productos para la temporada de vacaciones 2006. 
Ella dice ser adicta al chocolate y la comida basura, aunque se considera al mismo tiempo una amante del ejercicio. Cuando fue Playmate de 1998, tenía un índice de masa corporal saludable y estaba en excelente forma. A pesar de que es modelo de trajes de baño, no es nadadora, ya que le teme un poco al agua.

## Etapa post-Playboy
Aunque está todavía trabajando como modelo y haciendo audiciones, Karen espera abrir un centro de aprendizaje para los infantes y preescolares.
Por tener su familia una larga historia de casos de cáncer de mama, McDougal lucha con su fundación en contra de este mal.
McDougal está presente en los programas de deportes o espectáculos. Ha sido invitada por programas de TV (El Salvaje! De E!, Sobre Acceso vip de Showtime) y apareció en otros programas de televisión (como por ejemplo: Lovespring Internacional, La O 'Reilly Factor, Playmate edición de Ruleta Rusa, etc) y películas (camafeos en Joe la suciedad, Muela, The Girl Next Door y española), videos de música del cantante David Lee Roth (cantante de Van Halen ), también ha tenido varias apariciones en Pin-up para carteles publicitarios, calendarios, portadas de revistas, campañas publicitarias, eventos promocionales, ropa, trajes de baño y catálogos de lencería a raíz de su éxito como Playmate del Año.
En marzo de 1999, McDougal se convirtió en la primera mujer en aparecer en la portada de la revista Men's Fitness. Desde entonces comenzó a expandir su carrera en la de un modelo de aptitud física, apareciendo en diversas revistas de musculatura , tales como Muscle & Fitness (enero de 2000), Physical (junio de 2004) y Iron Man (octubre de 2005, enero de 2006 y junio de 2007). Ella apareció en la portada de Iron Man en junio de 2007 con el actor de cine Sebastian Siegel, y en un pictorial de 10 páginas, en la edición de enero de 2006 de dicha revista como "Hardbody" del mes. 
A pesar de tener otras actividades como modelo, siempre se ha encontrado relacionada la revista Playboy.
Karen firmó un contrato con la WWF en 2000, y tuvo un papel secundario en la exitosa película Los ángeles de Charlie. También fue protagonista en la película The Arena (2001), con la Playmate Lisa Dergan, ambas como gladiadoras.
Karen McDougal apareció en una serie de comerciales sexys de televisión, para la liga de fútbol XFL en NBC y UPN, como "cheerleaders". Estos anuncios causaron controversia, al ser considerados, por los medios de comunicacióncon, demasiado atrevidos y fueron retirados en silencio antes de la puesta en marcha de 2001 XFL inaugural (y final) de temporada.
McDougal colaboró con el escultor de fantasías Bill Toma en la creación de un número limitado de una estatuilla de bronce de la edición titulada: Warrior Princess en 2003. McDougal posó para Toma en el proceso creativo y el pedestal de cada estatuilla lleva su firma.

## Emprendimientos
En 2010, se convirtió en uno de los propietarios de Pharmore Alternatives, una empresa de venta de suplementos de salud y bienestar.